# Banosolus philippinus
Banosolus philippinus är en mångfotingart som beskrevs av Wang 1951. Banosolus philippinus ingår i släktet Banosolus, ordningen slitsdubbelfotingar, klassen dubbelfotingar, fylumet leddjur och riket djur. Inga underarter finns listade i Catalogue of Life.